# 182 Pułk Piechoty (Imperium Rosyjskie)
182 Grochowski pułk piechoty (ros. 182-й пехотный Гроховский полк) – rezerwowy pułk piechoty Imperium Rosyjskiego. 

## Charakterystyka
Sformowany 27 marca 1811 za panowania Aleksandra I Romanowa. Stacjonował między innymi w m. Rybińsk.

 W przededniu I wojny światowej pułk etatowo posiadał cztery bataliony po cztery kompanie oraz kompanię tyłową. Kompania piechoty czasu wojny liczyła około 240 żołnierzy i 4–5 oficerów. Na szczeblu pułku występował także pododdział karabinów maszynowych (8 km), łączności (w tym 14 konnych gońców i 21 telefonistów) i zwiadowczy (64 zwiadowców, w tym 4 kolarzy). W sumie pułk liczył około 4000 żołnierzy.

W  lipcu 1914, na bazie zalążków wydzielonych z pułku, w ramach 2 fali mobilizacyjnej, sformowany został rezerwowy 322 pułk piechoty.

182 pułk piechoty rozformowany został w 1918.

## Podporządkowanie
Lipiec 1914:
- 25 Korpus Armijny – Moskwa
  - 46 Dywizja Piechoty – Jarosław
    - 182 Grochowski pułk piechoty